# Matts Eriksson (skulptör)
Matts Eriksson (Matts i Taserud), född 24 mars 1905 i Hedvig Eleonora församling, Stockholm, död 9 april 1981 Taserud, Arvika, var en svensk bildhuggare.

## Familj
Matts Eriksson var son till skulptören Christian Eriksson och Jeanne Tramcourt, bror till skulptören Liss Eriksson och brorson till skulptören Ola Eriksson och möbelsnickarna Elis Eriksson och Karl Eriksson (möbelsnickare).

## Biografi
Matts Eriksson är alltså från möbelsnickar- och bildhuggarsläkten Eriksson (Bröderna Erikssons Möbelverkstad) i Taserud och är närmast den som fört släkttraditionen vidare. I sin ungdom reste han till USA där han arbetade sju år på sågverk. 1931 återvände han till Arvika och började som lärling hos farbröderna Mäster Karl och Elis. 1939 var han elev på Tekniska skolan i Stockholm där han som provarbete utförde faderns skulptur "Lek" i trä. Han lämnade skolan med ett resestipendium på fickan och begav sig till Paris men fann att det var omöjligt att stanna i krigets Frankrike och återvände hem efter en kort tid. 1944–1945 var han tillsammans med brodern Liss extra elev hos skulptören Eric Grate.
1946 återvände han till Arvika och började med tillverkning av stilmöbler. Under årens lopp kom han sedan även att ägna sig åt sakral konst och utförde bland annat ett krucifix för Spånga kyrka och en dopfunt för Stora Kils kyrka. Han fortsatte också att översätta sin fars skulpturer till trä såsom Jakt, Gossen, flickan och brödkakan. Han gjorde också åtskilliga möbler till Prins Eugen och Jeanne Tramcourt och till sin fars grav skar han en krans som sedan översattes i en avgjutning som finns på Christian Erikssons gravplats på kyrkogården vid Mikaelikyrkan i Arvika. (Denna text är hämtad från boken Om Arvika utgiven 1986 av Arvika Kommun)